# Machlolophus xanthogenys
El carbonero carigualdo himalayano (Machlolophus xanthogenys) es una especie de ave paseriforme de la familia Paridae nativa del Himalaya.

## Taxonomía
El carbonero carigualdo himalayano es una de las muchas especies que antes se clasificaban en el género  Parus y se trasladaron a otros géneros, en este caso Machlolophus tras un estudio filogenético publicado en 2013 que mostró que este nuevo género formaba un clado.

## Distribución
Se reproduce en los Himalayas. Se alimenta principalmente de insectos y en ocasiones de frutas.
Utiliza los agujeros de pájaros carpinteros o barbudos para anidar, también excava su propio nido o utiliza sitios artificiales.